# Duane Ferrell
Duane Ferrell, Sr. (Baltimore, Maryland, 28 de febrero de 1965; pro. fur-REL) es un exjugador de baloncesto estadounidense que disputó once temporadas en la NBA, y una más en la CBA. Con 2,01 metros de estatura, lo hacía en la posición de alero.

## Trayectoria deportiva

### Universidad
Jugó durante cuatro temporadas con los Yellow Jackets del Instituto de Tecnología de Georgia, en las que promedió 14,3 puntos, 5,4 rebotes y 2,3 asistencias por partido. En su primera temporada fue elegido rookie del año de la Atlantic Coast Conference, tras promediar 9,1 puntos y 4,1 rebotes por partido, y en las dos últimas temporadas fue incluido en el segundo mejor quinteto de la conferencia. Acabó su carrera como líder histórico de los Yellow Jackets en porcentaje de tiros de campo y como tercer mejor anotador de todos los tiempos.

### Profesional
Tras no ser elegido en el Draft de la NBA de 1988, fichó finalmente con los Atlanta Hawks, pero tras un año en la plantilla, fue cortado en el último momento antes del comienzo de la siguiente temporada, marchándose a jugar a los Topeka Sizzlers de la CBA, donde pasó tres meses en los que fue titular, anotando con regularidad más de 30 puntos por partido, lo que supuso que fuera elegido Debutante del Año esa temporada.
Antes de acabar la temporada, fue repescado por los Hawks hasta el final de la misma. Al año siguiente la franquicia contrató a Bob Weiss como entrenador, que confiaba en la capacidad ofensiva de Ferrell, pero con el fin de no sobrepasar el límite salarial por la contratación de Sidney Moncrief quedó fuera en un primer momento, aunque Weiss le prometió un puesto en el equipo de cualquier manera, cumpliendo finalmente su palabra. Tras una primera temporada con pocos minutos, al año siguiente destacó como uno de los mejores hombres del banquillo, acabando la temporada promediando 12,7 puntos y 3,2 rebotes por partido, entre los cinco mejores del equipo a pesar de jugar sólo 24 minutos por partido.
Tras dos años más en los Hawks, al finalizar la temporada 1993-94 se convierte en agente libre, fichando por los Indiana Pacers. Allí disputaría tres temporadas, siendo la más destacada la última de ellas, en la que promedió 6,4 puntos y 2,3 rebotes por partido. Al año siguiente fue traspasado, junto con Erick Dampier a los Golden State Warriors, a cambio de Chris Mullin. En su primera temporada en su nuevo equipo promedió 7,3 puntos y 3,7 rebotes por partido.
Al año siguiente, debido a las lesiones, sólo disputó 8 partidos. Al término de la temporada fue traspasado de vuelta a los Hawks junto con Bimbo Coles y una futura primera ronda del draft de 1999 a cambio de Mookie Blaylock y otra ronda del draft, pero finalmente los Hawks renunciaron a sus derechos, retirándose del baloncesto en activo.

## Estadísticas de su carrera en la NBA

### Temporada regular
| Temporada | Edad | Equipo                | Liga | Pos. | P   | TIT | MIN  | TC  | TCA | %TC  | 3P  | 3PA | %3P  | TL  | TLA | %TL  | R.OF. | R.DEF. | REB | ASIS | ROB | TAP | PER | FP  | PTS  |
| 1988-89   | 23   | Atlanta Hawks         | NBA  | SF   | 41  | 0   | 5.6  | 0.9 | 2.0 | .422 | 0.0 | 0.0 |      | 0.7 | 1.1 | .682 | 0.5   | 0.5    | 1.0 | 0.2  | 0.2 | 0.1 | 0.3 | 0.8 | 2.4  |
| 1989-90   | 24   | Atlanta Hawks         | NBA  | SF   | 14  | 0   | 2.1  | 0.4 | 1.0 | .357 | 0.0 | 0.1 | .000 | 0.1 | 0.4 | .333 | 0.2   | 0.3    | 0.5 | 0.1  | 0.1 | 0.0 | 0.1 | 0.2 | 0.9  |
| 1990-91   | 25   | Atlanta Hawks         | NBA  | SF   | 78  | 2   | 14.9 | 2.2 | 4.6 | .489 | 0.0 | 0.0 | .667 | 1.6 | 2.0 | .801 | 1.2   | 1.1    | 2.3 | 0.7  | 0.4 | 0.3 | 1.0 | 1.9 | 6.1  |
| 1991-92   | 26   | Atlanta Hawks         | NBA  | SF   | 66  | 12  | 24.2 | 5.0 | 9.6 | .524 | 0.2 | 0.5 | .333 | 2.5 | 3.3 | .761 | 1.6   | 1.6    | 3.2 | 1.4  | 0.7 | 0.3 | 1.5 | 2.0 | 12.7 |
| 1992-93   | 27   | Atlanta Hawks         | NBA  | SF   | 82  | 15  | 21.2 | 4.0 | 8.5 | .470 | 0.1 | 0.4 | .250 | 2.1 | 2.8 | .779 | 1.2   | 1.1    | 2.3 | 1.6  | 0.7 | 0.2 | 1.3 | 2.0 | 10.2 |
| 1993-94   | 28   | Atlanta Hawks         | NBA  | SF   | 72  | 13  | 16.0 | 2.6 | 5.3 | .485 | 0.0 | 0.1 | .111 | 2.0 | 2.6 | .783 | 0.9   | 0.9    | 1.8 | 0.9  | 0.6 | 0.2 | 0.9 | 1.2 | 7.1  |
| 1994-95   | 29   | Indiana Pacers        | NBA  | SF   | 56  | 1   | 10.8 | 1.5 | 3.1 | .480 | 0.0 | 0.1 | .167 | 1.1 | 1.5 | .753 | 0.9   | 0.7    | 1.6 | 0.6  | 0.5 | 0.1 | 0.8 | 1.4 | 4.1  |
| 1995-96   | 30   | Indiana Pacers        | NBA  | SF   | 54  | 6   | 10.9 | 1.5 | 3.1 | .482 | 0.0 | 0.1 | .000 | 0.8 | 1.1 | .737 | 0.6   | 1.1    | 1.7 | 0.6  | 0.4 | 0.1 | 0.6 | 1.5 | 3.7  |
| 1996-97   | 31   | Indiana Pacers        | NBA  | SF   | 62  | 18  | 18.0 | 2.6 | 5.4 | .472 | 0.3 | 0.7 | .409 | 0.9 | 1.5 | .617 | 0.9   | 1.4    | 2.3 | 1.1  | 0.6 | 0.1 | 0.9 | 1.9 | 6.4  |
| 1997-98   | 32   | Golden State Warriors | NBA  | SF   | 50  | 5   | 9.2  | 0.8 | 2.2 | .369 | 0.0 | 0.1 | .000 | 0.2 | 0.4 | .545 | 0.5   | 0.4    | 0.9 | 0.5  | 0.4 | 0.1 | 0.4 | 1.0 | 1.9  |
| 1998-99   | 33   | Golden State Warriors | NBA  | SF   | 8   | 0   | 5.8  | 0.1 | 1.8 | .071 | 0.0 | 0.0 |      | 0.4 | 0.5 | .750 | 0.6   | 0.1    | 0.8 | 0.0  | 0.1 | 0.1 | 0.1 | 0.5 | 0.6  |
| Total     |      |                       | NBA  |      | 583 | 72  | 15.0 | 2.4 | 5.1 | .480 | 0.1 | 0.3 | .288 | 1.4 | 1.9 | .750 | 0.9   | 1.0    | 1.9 | 0.9  | 0.5 | 0.2 | 0.9 | 1.5 | 6.4  |

### Playoffs
| Temporada | Edad | Equipo         | Liga | Pos. | P  | TIT | MIN  | TC  | TCA | %TC  | 3P  | 3PA | %3P  | TL  | TLA | %TL  | R.OF. | R.DEF. | REB | ASIS | ROB | TAP | PER | FP  | PTS  |
| 1990-91   | 25   | Atlanta Hawks  | NBA  | SF   | 5  | 0   | 14.6 | 1.6 | 3.6 | .444 | 0.0 | 0.0 |      | 1.6 | 2.4 | .667 | 1.2   | 2.2    | 3.4 | 0.6  | 0.0 | 0.0 | 0.4 | 2.0 | 4.8  |
| 1992-93   | 27   | Atlanta Hawks  | NBA  | SF   | 3  | 0   | 18.0 | 4.7 | 7.7 | .609 | 0.3 | 1.0 | .333 | 1.3 | 1.7 | .800 | 0.3   | 1.3    | 1.7 | 0.3  | 0.0 | 0.0 | 1.3 | 2.0 | 11.0 |
| 1993-94   | 28   | Atlanta Hawks  | NBA  | SF   | 11 | 0   | 17.0 | 2.3 | 5.7 | .397 | 0.1 | 0.4 | .250 | 2.5 | 3.3 | .750 | 2.0   | 0.8    | 2.8 | 1.5  | 0.5 | 0.3 | 0.5 | 2.2 | 7.1  |
| 1994-95   | 29   | Indiana Pacers | NBA  | SF   | 10 | 0   | 8.5  | 0.8 | 2.4 | .333 | 0.1 | 0.2 | .500 | 1.0 | 1.6 | .625 | 0.8   | 0.3    | 1.1 | 1.3  | 0.0 | 0.2 | 1.0 | 1.0 | 2.7  |
| 1995-96   | 30   | Indiana Pacers | NBA  | SF   | 5  | 0   | 13.8 | 1.4 | 3.8 | .368 | 0.0 | 0.0 |      | 0.8 | 1.6 | .500 | 1.2   | 0.6    | 1.8 | 0.6  | 0.8 | 0.0 | 0.8 | 2.0 | 3.6  |
| Total     |      |                | NBA  |      | 34 | 0   | 13.8 | 1.8 | 4.3 | .422 | 0.1 | 0.3 | .333 | 1.6 | 2.3 | .688 | 1.3   | 0.9    | 2.1 | 1.1  | 0.3 | 0.1 | 0.7 | 1.8 | 5.3  |